# In My Lifetime, Vol. 1
In My Lifetime, Vol. 1 ist das zweite Studioalbum des US-amerikanischen Rappers Jay-Z. Es wurde am 21. Oktober 1997 bei seinem Musiklabel Roc-a-Fella Records veröffentlicht. Die Kritiker nahmen das Album gemischt auf. Das Album ist vor allem Mainstream orientierter als sein Debütalbum Reasonable Doubt. In My Lifetime, Vol. 1 debütierte auf Platz 3 der US Billboard 200 Albumcharts und wurde im Laufe des Jahres von der RIAA mit Platin in den USA ausgezeichnet.

## Musikalischer Stil und Inhalt
Auf dem Album arbeitete und rapte Jay-Z mit verschiedenen Künstlern und Produzenten aus der Hip-Hop-Szene wie Fox Brown, Babyface, BLACKstreet, Teddy Riley, Too Short, Lil’ Kim und Puff Daddy. Die Produzenten DJ Premier und Ski, die auch schon an Jay-Z Debütalbum Reasonable Doubt arbeiteten, produzierten zahlreiche neue Beats, welche die Lieder Radio tauglicher fürs Mainstreampublikum machen sollten. Puff Daddy gab dem Album das entscheidende Schliff für Jay-Z Durchbruch in den USA, er produzierte so gut wie alle Lieder und das Album und veröffentlichtes es anschließend bei Bad Boy Records. Die Promotion für das Album übernahm auch Puff Daddy. Das Album ist im Mafioso-Rapstil der späten 1990er Jahre gehalten. Der Inhalt des Albums bezieht sich auf das Leben im Ghetto und in der Urbanen Szene von New York City, außerdem befinden sich auf diesem Album viele Persönliche Lieder, auf denen er sich meist einfach mit dem Pseudonym "Jiggy" nennt, welcher für einige Zeit lang Jay-Z Künstlername war.
In My Lifetime, Vol. 1 wurde in einer Zeit veröffentlicht, während der das „Mafia-Image“ eine große Rolle in der Hip-Hop-Szene spielte. Jay-Z war damals von anderen Mafia-inspirierten Alben wie Raekwons Only Built 4 Cuban Linx…, Nas It Was Written  und AZs Doe or Die inspiriert, wie er in späteren Interviews erzählte. Es gibt auch Zusammenhänge mit The Notorious B.I.G., der eine Zeit lang das Gangster-Pseudonym Frank White trug, welcher ebenfalls auf In My Lifetime, Vol. 1 vertreten ist. Als Singleauskopplungen wurden die Songs Who You Wit, (Always Be My) Sunshine und The City Is Mine ausgewählt. Zu allen drei Songs wurden Musikvideos gedreht.

## Titelliste
1. Intro: A Million and One Questions/Rhyme No More (produziert von DJ Premier)
2. The City Is Mine f/ BLACKstreet (produziert von Teddy Riley & Chad Hugo)
3. I Know What Girls Like f/ Lil’ Kim & Puff Daddy (produziert von Sean Combs, The Hitmen)
4. Imaginary Player (produziert von Hitmen)
5. Streets Is Watching (produziert von Ski)
6. Friend or Foe '98 (produziert von DJ Premier)
7. Lucky Me (produziert von The Hitmen, Buckwild)
8. (Always Be My) Sunshine f/ Foxy Brown & Babyface (produziert von The Hitmen)
9. Who You Wit II (produziert von Ski)
10. Face Off f/ Sauce Money (produziert von Poke and Tone)
11. Real Niggaz f/ Too Short (produziert von Anthony Dent)
12. Rap Game/Crack Game (produziert von Big Jaz)
13. Where I'm From (produziert von Deric Angelettie, The Hitmen)
14. You Must Love Me f/ Kelly Price (produziert von The Hitmen)
15. Can I Live II f/ Memphis Bleek (produziert von K-Rob)
16. Can't Knock The Hustle (Fool's Paradise Remix) f/ Meli'sa Morgan (Bonustrack) (produziert von DJ Irv)

## Chartplatzierungen
Album
| Chart (1997)        | Höchst Platzierung |
| ------------------- | ------------------ |
| U.S. Billboard 200  | 3                  |
| U.S. Hip-Hop Albums | 2                  |

Singles
| Jahr | Song                      | Billboard Hot 100 | Hip-Hop Singles & Tracks | Hot Rap Singles |
| ---- | ------------------------- | ----------------- | ------------------------ | --------------- |
| 1997 | "Who You Wit"             | #84               | #25                      | #18             |
| 1997 | "(Always Be My) Sunshine" | #95               | #37                      | #16             |
| 1998 | "The City Is Mine"        | #52               | #37                      | #14             |